# 太原市少年宫
太原市少年宫，位于中华人民共和国山西省太原市迎泽区迎泽街道解放南路一社区解放南路8号，是太原市文物保护单位。
太原市少年宫建于1957年。2011年12月31日，太原市人民政府公布其为第三批市级文物保护单位，编号107。